# Phegopteris undulata
Phegopteris undulata là một loài dương xỉ trong họ Thelypteridaceae. Loài này được Conz. mô tả khoa học đầu tiên năm 1939.
Danh pháp khoa học của loài này chưa được làm sáng tỏ. 